# Мерфи, Кевин (экономист)
Кевин Майлз Мерфи (англ. Kevin Miles Murphy) — американский экономист.

## Биография
Бакалавр (1981) Калифорнийского университета (Беркли); доктор философии (1986) Чикагского университета. Профессор Чикагского университета (с 1989). Награждён медалью Дж. Б. Кларка (1997).